# انتخابات الرئاسة الألبانية 2012
انتخابات الرئاسة الألبانية 2012 هي الانتخابات الرئاسية التي جرت في 2012، في ألبانيا، لانتخاب رئيس ألبانيا، فاز بالانتخابات بوجار نيشاني.